# (20164) Janzajíc
20164 Janzajic (1996 VJ2) – planetoida z pasa głównego asteroid okrążająca Słońce w ciągu 3,37 lat w średniej odległości 2,24 j.a. Odkryta 9 listopada 1996 roku.